# Región labial
La región labial (oral, de los labios) comprende los labios, que son los dos pliegues musculomembranosos que forman la pared anterior de la cavidad bucal y delimitan el orificio labial 

## Límites
- por arriba por la base de la nariz y el surco labiogeniano.
- por debajo, por el surco mentolabial.
- por fuera, por una línea vertical localizada a 1 cm del ángulo de la boca.

## Forma exterior
Los labios presentan una cara anterior o cutánea y otra posterior o mucosa. También tienen dos bordes: uno libre, que limita el orificio labial, y otro adherente, que se continúa con las estructuras vecinas. Las extremidades se unen para formar las comisuras .
En la cara anterior del labio superior se observa un surco vertical por debajo del subtabique hasta el borde libre del labio, denominado filtrum o surco subnasal. Generalmente es de forma triangular, de vértice superior, y su extremidad inferior corresponde al tubérculo medio del borde libre 
. En el hombre, después de la adolescencia, se localizan aquí los pelos que forman el bigote. 
En el labio inferior se distingue, en la línea media, una pequeña depresión cutánea con pelos llamada mosca; en las personas con barba extensa los pelos se extienden hasta el labio inferior. Por debajo se encuentra un surco cutáneo transversal, el surco mentolabial, que separa la región labial de la región mentoniana.
La cara posterior de los labios se encuentra revestida por la mucosa de la boca y en la línea media está unida a la encía por un pliegue mucoso: el frenillo labial. El frenillo es más grueso y desarrollado en el labio superior que en el inferior. El borde libre del labio superior es saliente en su parte media y el inferior es deprimido.

## Planos
- Piel. Es gruesa y muy adherente a los músculos subyacentes por el pobre desarrollo del tejido celular subcutáneo. Está cubierta por un epitelio estratificado plano queratinizado, y presenta glándulas sudoríparas y abundantes glándulas sebáceas, en relación con los folículos pilosos.

- Plano muscular. Según su acción sobre el orificio bucal, los músculos se dividen en dilatadores y constrictores. Los músculos dilatadores se disponen en forma radiada al orificio labial; ellos son: elevador del ángulo de la boca (canino), depresor del ángulo o de la comisura labial (triangular de los labios), depresor del labio inferior (cuadrado del labio inferior), elevador lateral y medial del ala de la nariz y del labio superior, cigomáticos mayor y menor, y platisma.

Las fibras musculares del músculo constrictor de los labios se disponen en forma de anillo alrededor del orificio labial. Son constrictores el orbicular de los labios y fibras procedentes de músculos vecinos .	
- Plano glandular o submucoso. Por detrás de la capa muscular se encuentra situada una capa de glándulas peque?as denominadas glándulas labiales (F. En la capa de tejido celuloso, que separa a los músculos de las glándulas, se encuentran las arterias y venas labiales (coronarias) a una distancia de 7 a 8 mm del borde libre de cada labio.

	* Plano mucoso. Presenta un aspecto mamelonado debido a la presencia las glándulas salivales subyacentes. El epitelio de revestimiento es de tipo estratificado plano húmedo.
Borde libre. El borde libre, o bermellón de los labios, es una zona de transición entre la piel y la mucosa. Presenta papilas dérmicas alargadas y dispuestas densamente en la lámina propia, así como asas capilares. El revestimiento no es cornificado o queratinizado, y su sequedad se evita con la punta de la lengua que lo humedece con saliva. La coloración es variable, dependiendo de los factores que intervienen en ella: la pigmentación (por lo general, rosada en los europoides y oscura en los negroides), el grosor del epitelio y el volumen de sangre circulante asociado a la vasodilatación o vasoconstricción.

## Contenido
Vasos y nervios
Arterias: De las coronarias, infraorbitaria, bucal y transversa de la cara.
Venas: Terminan en la vena facial y en las venas submentales.
Nervios: Motores (del facial) y sensitivos (infraorbitario y mentoniano respectivamente)

## Consideraciones clínicas
La forma y tamaño de los labios ocupan un importante lugar en la estética del individuo. La apariencia de la región puede estar alterada por causas congénitas, como el fisurado labial uni- o bilateral (labio leporino), la macroquelia y microquelia, o después del nacimiento, la labioversión exagerada por los dientes anteriores, en los respiradores bucales.
Es interesante destacar que, por la disposición de las fibras musculares y de los vasos sanguíneos, las heridas verticales de los labios se abren por la tracción y en ellas es más frecuente la hemorragia. En cambio, en las heridas horizontales los bordes se mantienen unidos y con ello disminuye el sangramiento.